# François av Orléans, prins av Joinville

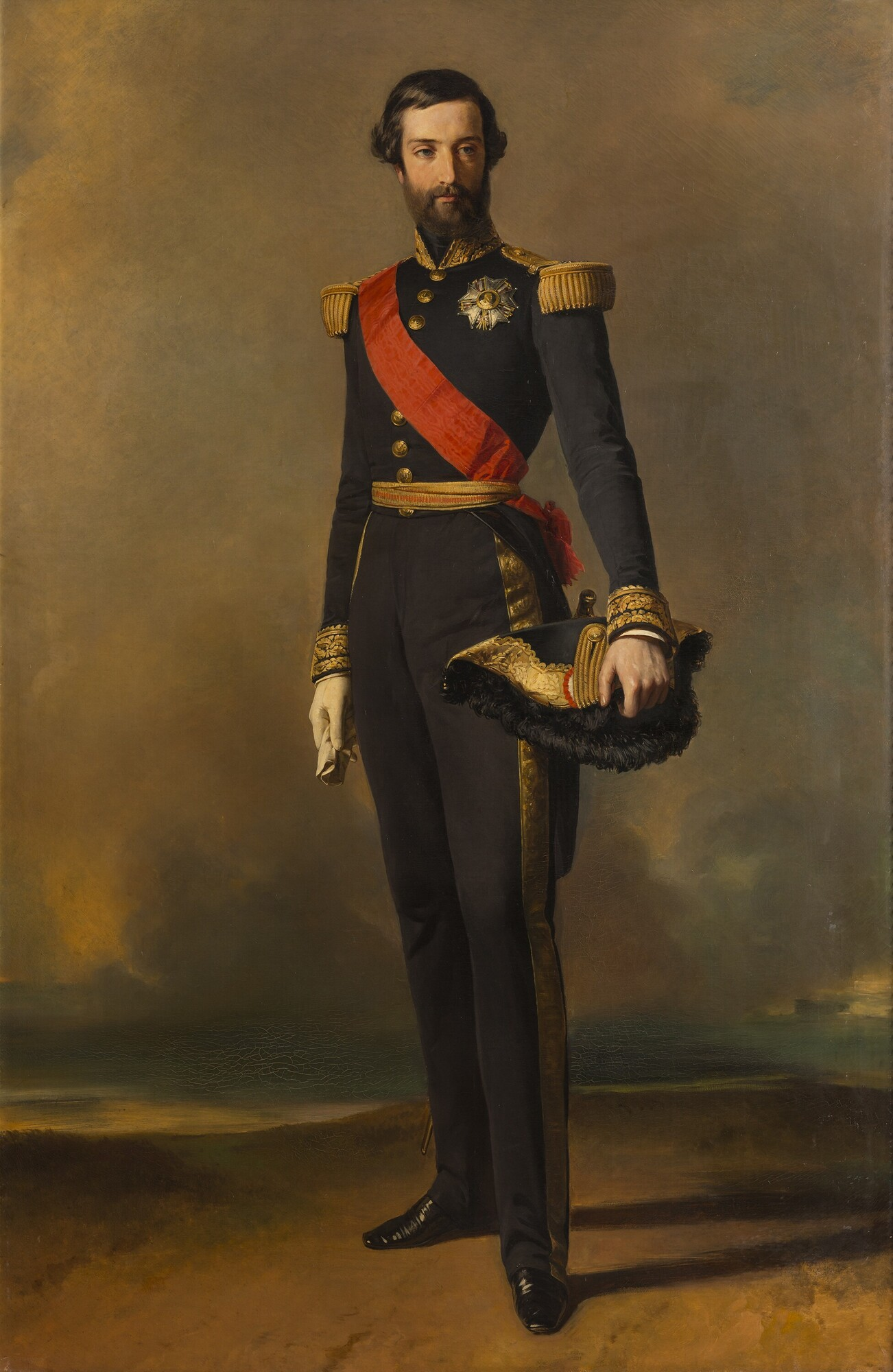
François av Orléans 1843.

François av Orléans, prins av Joinville (Ferdinand Philippe Louis Marie), född 14 augusti 1818 i Neuilly-sur-Seine, död 16 juni 1900 i Paris, var son till Ludvig Filip I av Frankrike och kronprins under faderns regeringstid.

## Biografi
François blev officer vid flottan 1836 och viceamiral 1845. Han deltog i expeditionen mot Mexiko 1838 och utmärkte sig särskilt i stormningen av Veracruz 5 december 1838. År 1840 hemförde han som fartygschef Napoleons stoft till Frankrike och deltog som konteramiral i expeditionen mot Marocko 1844. Vid revolutionsutbrottet 1848 begav sig François till England och 1861 till USA, där han deltog som officer i George B. McClellans stab. 
Vid fransk-tyska krigets utbrott avslogs hans begäran om inträde i franska armén. Han inträde då i denna under falskt namn men häktades på Léon Gambettas order i januari 1871 och utvisades. Sedan utvisningsdekretet upphävts samma år återvände François till Frankrike.
Han gifte sig 1843 i Rio de Janeiro med Francisca av Brasilien (1824–1898) , dotter till Peter I av Brasilien.

## Barn
- Françoise av Orléans, Francoise Marie Amélie (1844–1925); gift med sin kusin Robert, hertig av Chartres (1840–1910)
- Pierre Philippe Jean Marie, hertig av Penthièvre (1845–1919)